# Městské hradby Wieluń
Městské hradby Wieluń, polsky Mury obronne w Wieluniu nebo Mury Miejskie Wieluń, jsou zbytky památkově chráněných středověkých městských hradeb. Nachází se ve čtvrti Śródmieście města Wieluń v okrese Wieluń v Polsku. Geograficky se nachází na rozhraní mezoregionů Wyżyna Wieluńska (makroregion Woźnicko-wieluńská vysočina) a Wysoczyzna Złoczewska (Makroregion Nizina Południowowielkopolska) v Opolském vojvodství.

## Historie a popis
Městské hradby Wieluně ve tvaru nepravidelného oválu měly délku 1,2 až 1,3 km a výšku 6 až 6,5 m. Byly postavené z pískovce a cihel. Součástí hradeb byly/jsou také brány, např. Brama Kaliska, a bašty. Požár města v roce 1335 do významné míry zničil městské hradby. Současné hradby byly postaveny za vlády polského krále Kazimíra III. Velikého (1310–1370), kdy postupně nahradily starší palisádové opevnění. Spolu s pásem hradů Orlí hnízda tvořila Wieluń pás opevnění, který se táhl od Krakova po Ostrzeszów. Hradby byly válkami vážně poškozeny a opravovány a v současnosti[kdy?] jsou opravovanými ruinami.

## Další informace
Některé části hradeb jsou volně přístupné.

## Galerie

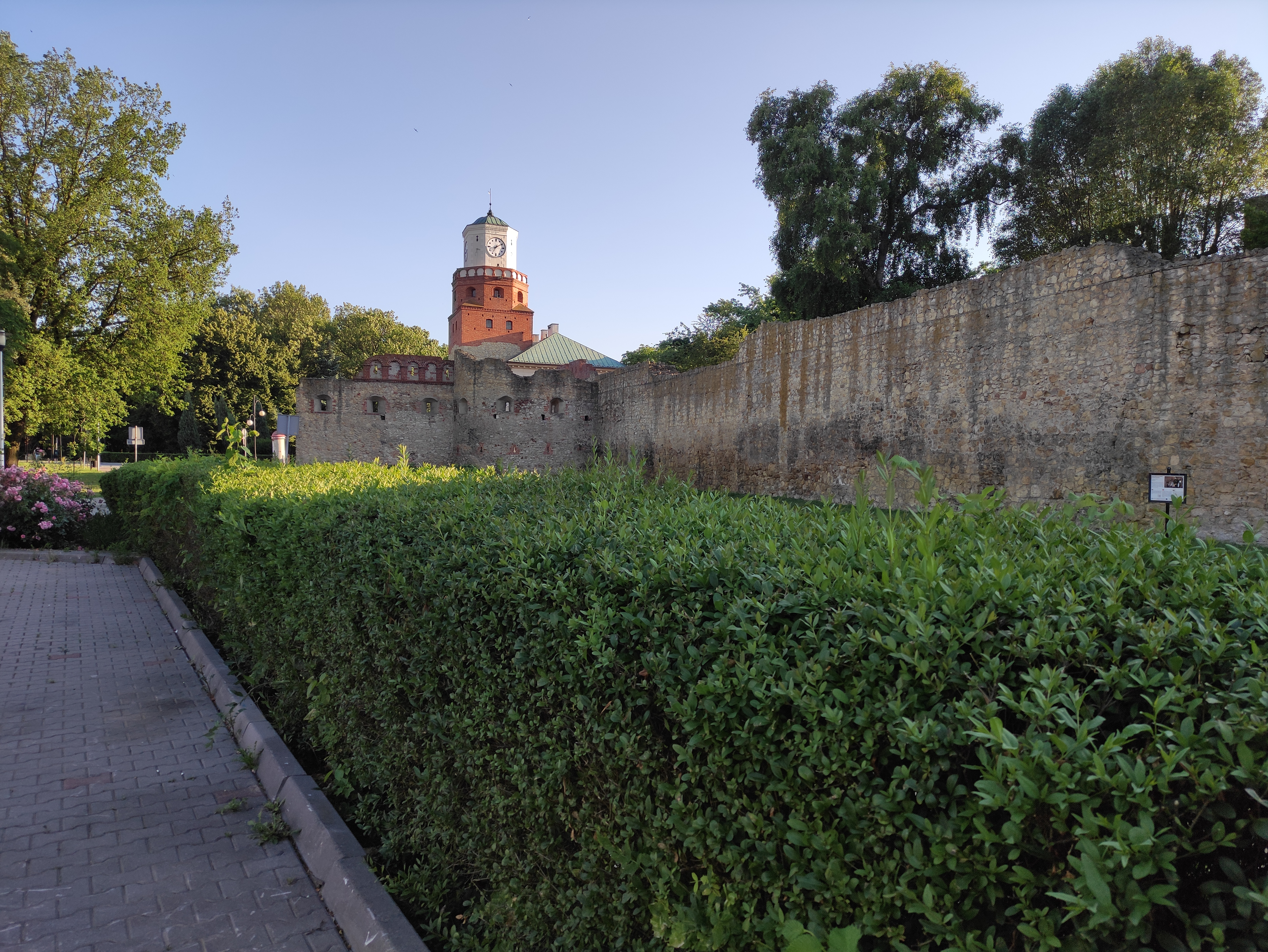
Hradby ve dne
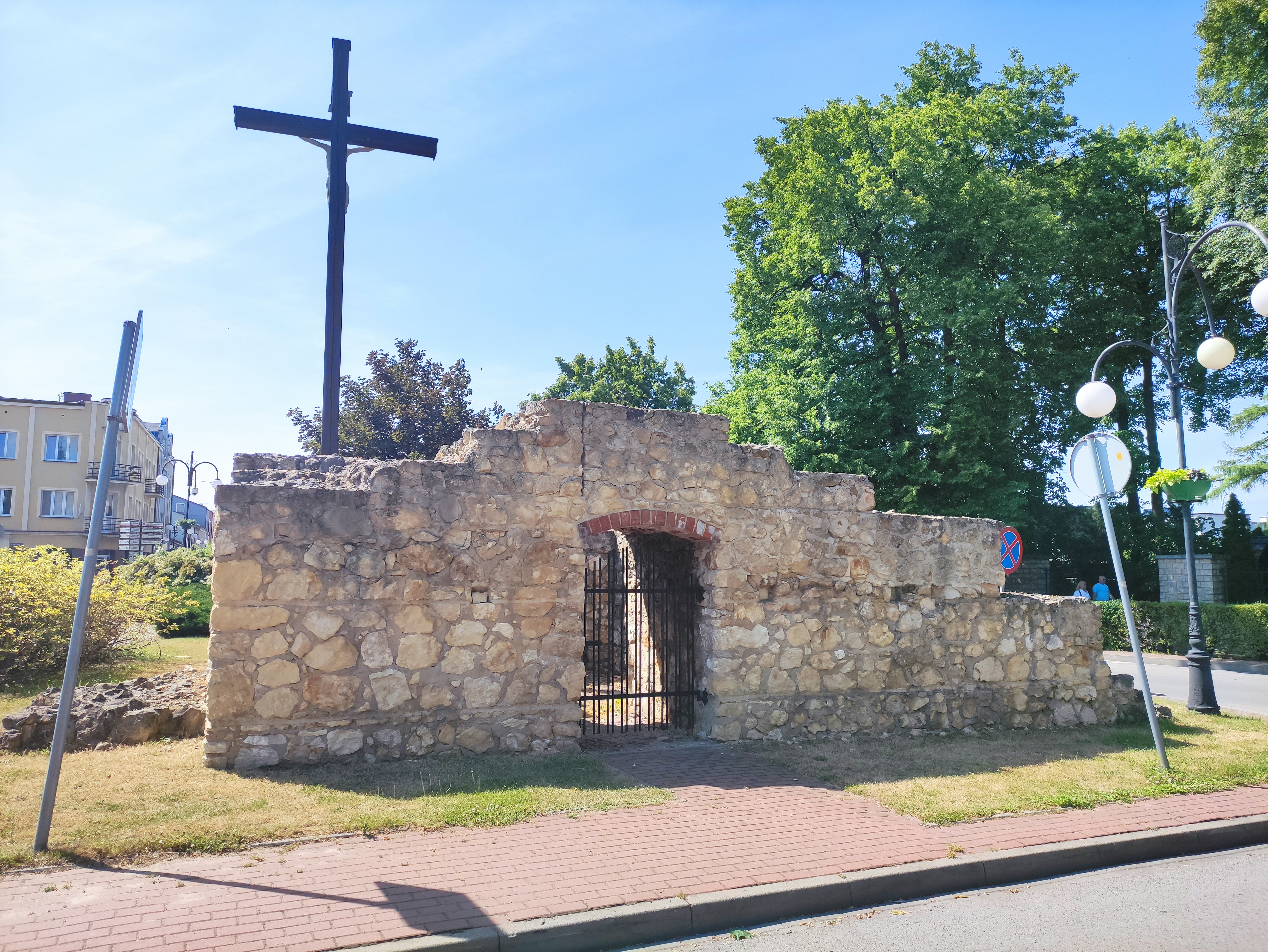
Brama Kaliska
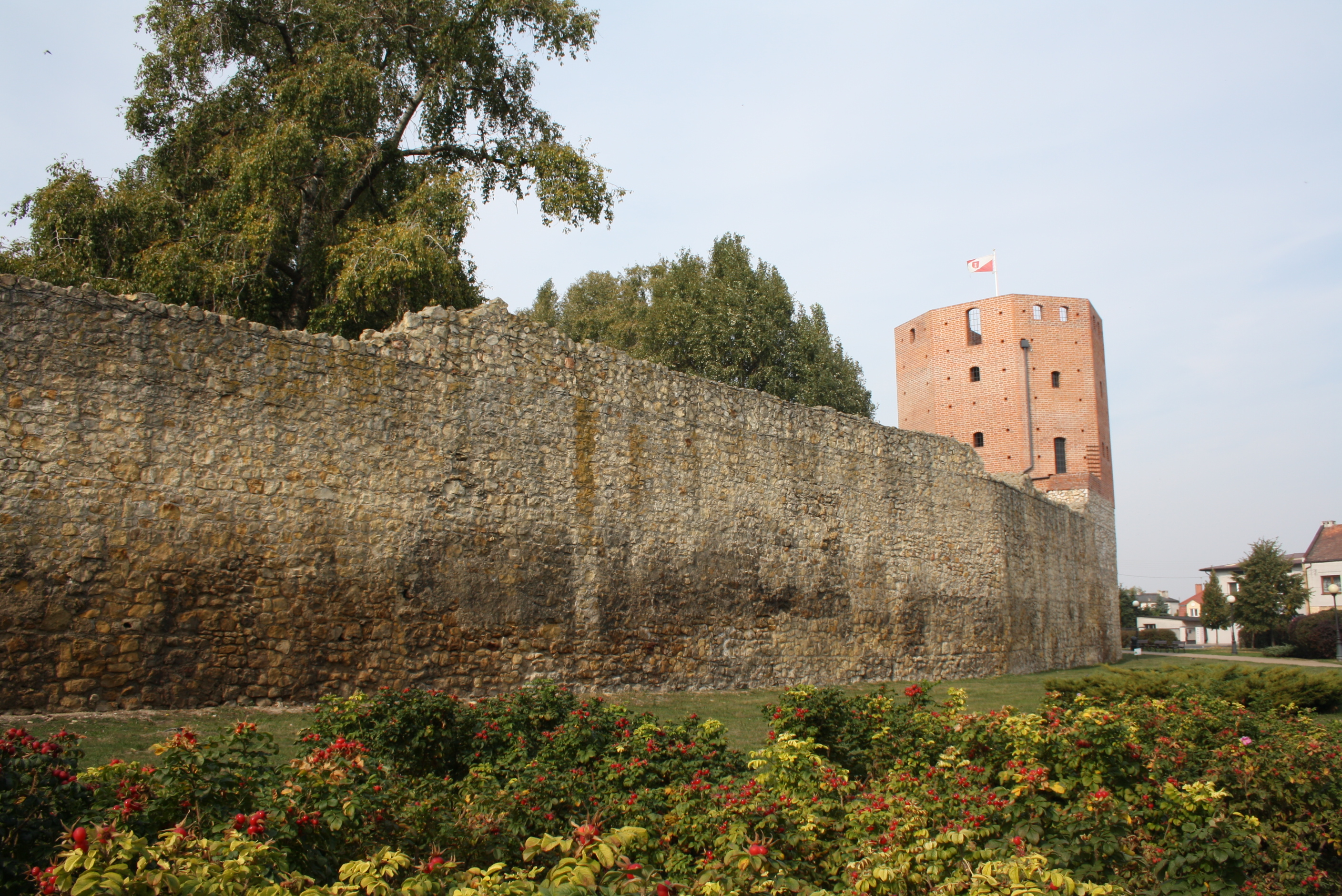
Hradby a bašta
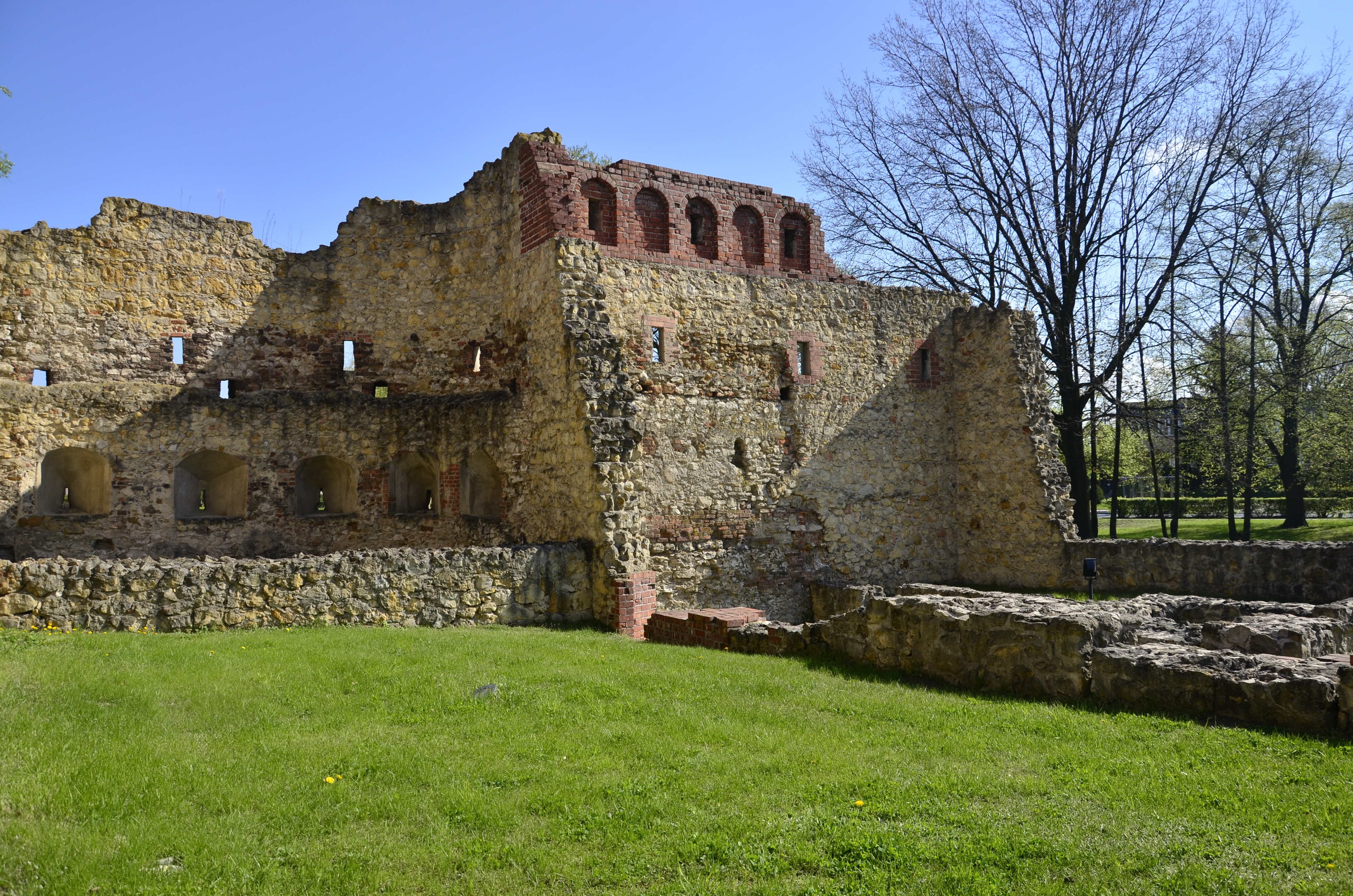
Hradby ve dne
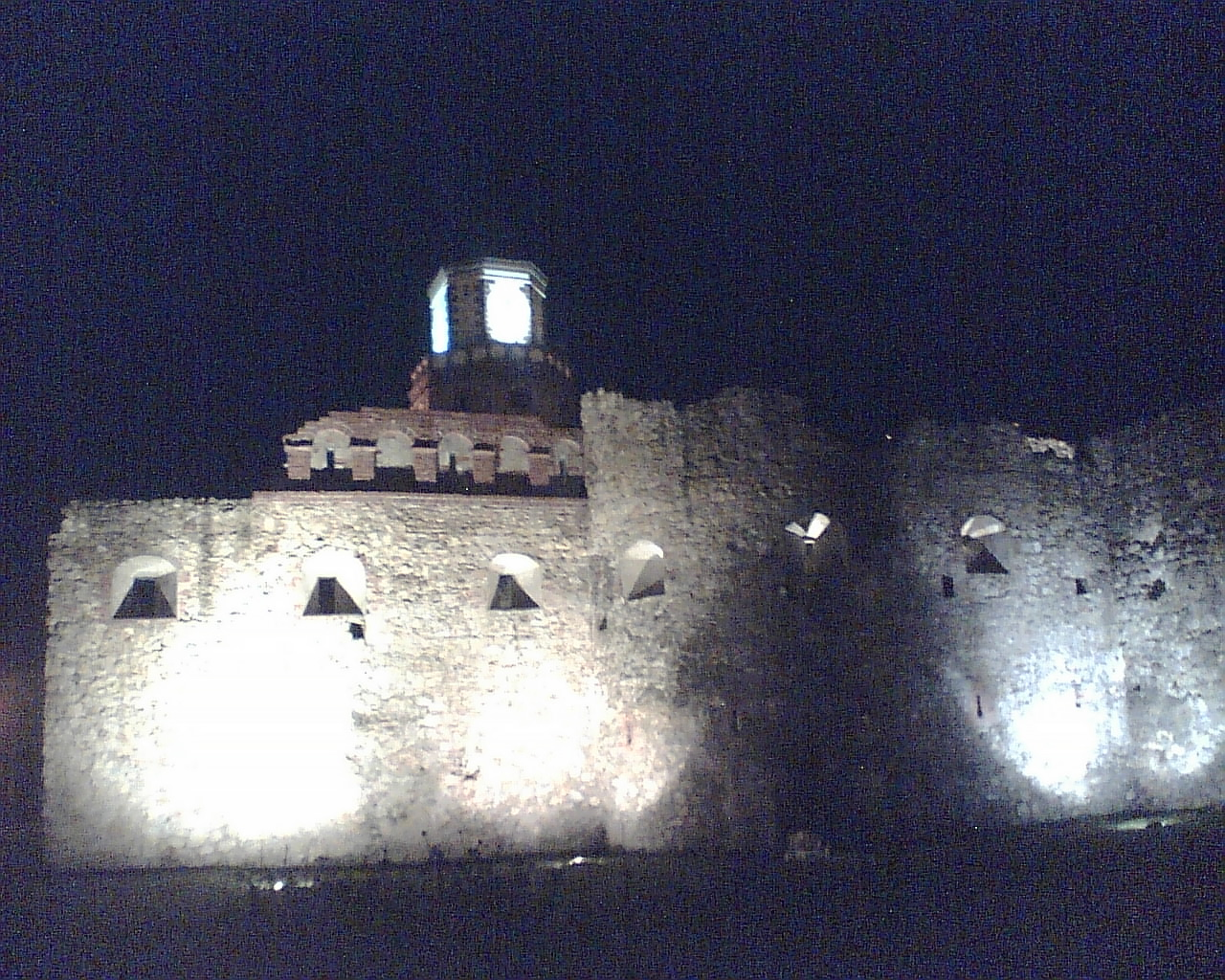
Hradby v noci